# 건강염려증
건강염려증 (健康念慮症, Hypochondriasis) 또는 질병불안장애 (illness anxiety disorder)는 신체 질환이 없거나 또는 의미 있는 신체 증상에 대한 적절치 못한 판단으로 인해 자신의 몸 상태에 대해 실제보다 지나치거나 비관적으로 해석하여 스스로 질병에 걸려 있다고 생각하게 되는 정신적 증상의 하나이다.

## 유병률
인구의 5% 정도가 겪는 것으로 추정되는 흔한 증상이다. 2016년 건강보험심사평가원에 따르면 3,817명이 병원에서 건강염려증 진단을 받았다.
| 연령대    | 비율 (%) |
| --------- | -------- |
| 10대      | 3.6      |
| 20대      | 11       |
| 30대      | 9        |
| 40대      | 18       |
| 50대      | 19       |
| 60대      | 21       |
| 70대      | 13.7     |
| 80대 이상 | 4        |

## 증상
가볍거나 지나가는 통증 또는 질병 증상을 더 심각한 질병으로 오해한다. 의사로부터 이상이 없다는 진단을 받아도 6개월 이상 다른 병원을 찾아가며 반복적으로 진단을 받는 경우 건강염려증일 수 있다.

## 대처
병원 진료나 심리적 상담을 통해 전문가의 도움을 받을수있다. 상담만으로도 신체적 신호에 대한 적절한 반응과 건강 염려증에대한 올바른 입장과 그 대안적 행동을 취하는데 효과적이다. 이러한 건강염려증 (Hypochondriasis)은 과도하거나 예민한 경우에서 비효율적인 감정의 상황으로의 이행을 야기할 수 있느데 이러한 이유에서 인지적 불균형 (disproportionate)과 불안과의 주요한 연관성이 언급된다.

## 참고 자료
- 서울아산병원 질환백과 - 건강염려증
- 신재우 (2018년 2월 14일). “"나한테 병 있는 것 같아"…건강염려증' 환자 한해 4천명”. 《연합뉴스》. 2018년 6월 26일에 확인함.
- (NCBI - Behav Res Ther. 1990;28(2):105-17.Hypochondriasis.Warwick HM1, Salkovskis PM.) https://www.ncbi.nlm.nih.gov/pubmed/2183757

## 같이 보기
- 뮌하우젠 증후군